# Еберсберг (окръг)
Окръг Еберсберг (на немски: Landkreis Ebersberg) е окръг в Горна Бавария (Германия) със 133 007 жители (към 31 декември 2013) и площ от 549,3 квадратни метра.
Главният град е Еберсберг. Намира се източно от Мюнхен.